# 迪索托 (喬治亞州)
迪索托（英語：De Soto）是一個位於美國喬治亞州薩姆特縣的城市。

## 地理
迪索托的座標為31°57′17″N 84°04′03″W / 31.95472°N 84.06750°W，而該地的平均海拔高度為94米（即308英尺）。

## 人口
根據2010年美國人口普查的數據，迪索托的面積為2.10平方千米，當中陸地面積為2.10平方千米，而水域面積為0.00平方千米。當地共有人口195人，而人口密度為每平方千米92.86人。